# 50
El año 50 (L) fue un año común comenzado en jueves del calendario juliano, en vigor en aquella fecha. 
En el Imperio romano, era conocido como el Año del consulado de Veto y Nerulino (o menos frecuentemente, año 803 Ab urbe condita). La denominación 50 para este año ha sido usado desde principios del período medieval, cuando el Anno Domini se convirtió en el método prevalente en Europa para nombrar a los años.
Es el año 50 del primer milenio, del siglo I y el primer año de la década de 50.

## Acontecimientos
- Herón de Alejandría construye una máquina de vapor.
- El más antiguo concilio fue el Concilio de Jerusalén convocado por San Pedro.
- Los mayas utilizan un símbolo para el cero.
- San Pablo difunde el cristianismo.
- Redacción del Nuevo Testamento.
- Construcción de la Pirámide del Sol.
- Se construye la Porta Maggiore en Roma, ejemplo de la elegancia que intentaba proferirsele al acueducto a su paso por Roma.[1]
- El médico griego Pedanio Dioscorides escribe De materia médica, considerado el primer tratado de farmacología.[1]

## Nacimientos
- Plutarco historiador, biógrafo y ensayista griego.

## Fallecimientos
- Filón de Alejandría